# نادي أليكانتي لكرة السلة
نادي أليكانتي لكرة السلة (بالإسبانية: Club Baloncesto Lucentum Alicante)‏ هو فريق كرة سلة إسباني تأسس في سنة 1994 يقع في أليكانتي، منطقة بلنسية.

## أبرز اللاعبين السابقين
- خوسيه كالديرون
- لوسيو أنجولو
- خوان أجناسيو سانشيز
- بابلو بريجيوني
- أندي روتينز
- مارتيناس أندريوشكفيتشيوس
- ميندوجاس كاتيليناس
- كايل سينجلير

## وصلات خارجية
- الموقع الرسمي